# Johan Lorentz
Johan Lorentz, född ca 1610 i Flensburg, död den 19 april 1689 i Köpenhamn, var en dansk organist och tonsättare.
Lorentz var organist i Vor Frue Kirke, Köpenhamn och studerade i Italien och Tyskland. Han blev sedermera organist i S:t Petri i Hamburg och i Holmens kirke i Köpenhamn.
Johan Lorentz är son till orgelbyggaren Johann Lorentz.